# چراغ‌های خاموش
چراغ‌های خاموش یک مجموعه تلویزیونی محصول سال ۱۳۸۰ به کارگردانی کاظم بلوچی، نویسندگی علی خودسیانی و تهیه‌کنندگی کاظم بلوچی و محمد غلامپور است که در ماه رمضان سال ۱۳۸۰ از شبکه یک پخش شد.

## داستان
بهزاد جوان ۱۷ ساله‌ای است که در یک خانواده متمول زندگی می‌کند. پدر و مادرش آنقدر در کار خود غرق هستند که توجهی به فرزندان خود ندارند. بهزاد دوستان نابابی دارد و دچار مشکلات حاد می‌شود. او که از طرف پلیس تحت تعقیب است با پسر نابینایی آشنا می‌شود و در یک زندگی اجباری با این نوجوان روشندل پی به حقیقت پیرامون خود می‌برد. از سوی دیگر پدر و مادر همدیگر را متهم می‌کنند و خانواده در حال از هم پاشیدن است که حضور پدربزرگ مانع فرو ریختن خانواده می‌شود.

## بازیگران
- اسماعیل شنگله
- فرامرز صدیقی
- هایده حائری
- رحیم نوروزی
- مهدی سلوکی
- غزل ارجمند
- محسن رمضانی
- مهدی فقیه
- خسرو احمدی
- رضا حیدری
- کریم اکبری مبارکه
- اسدالله منجری
- حسین افشار
- بهزاد رحیم خانی
- اکبر قدمی
- رامین نعمتی
- باقر صحرارودی
- صفر کشکولی
- ولی‌الله شیراندامی
- حسین جنگی